# David Duke
David Ernest Duke (n. 1 iulie 1950, Tulsa, Oklahoma, SUA) este un politician naționalist, fost lider al organizației Ku Klux Klan.
Fost membru republican al Camerei Reprezentanților din Louisiana, Duke a candidat la alegerile preliminare din 1988 în cadrul Partidului Democrat și la alegerile preliminare din 1992 în cadrul Partidului Republican. Acesta a mai candidat pentru un post în Senatul Louisianei, Senatul Statelor Unite, Camera Reprezentanților SUA și Guvernul Louisianei.
În 2002 Duke a fost găsit vinovat de fraudă. Mai precis, și-a fraudat propriii susținători, spunându-le acestora că se află într-o situație financiară îngrozitoare și cerând bani pentru a se întreține. La momentul respectiv, Duke nu avea probleme financiare, iar banii donați au fost utilizați la jocuri de noroc în scop de recreere.
Duke se pronunță împotriva a ceea ce el considera a fi controlul evreiesc asupra Băncii Rezervelor Federale, Guvernului Statelor Unite și mass-media. A militat în favoarea conservării a ceea ce el numește cultura occidentală și valorile familiei creștine, precum și pentru desființarea Fiscului, segregare rasială voluntară, anticomunism și separatism alb.

## Copilăria și studiile
Duke s-a născut în Tulsa, Oklahoma, fiul lui David Hedger Duke Sr. și Alice Maxine Crick. Fiind fiul unui inginer al companiei Shell Oil, familia sa și-a schimbat deseori domiciliul. Au locuit pentru o scurtă perioadă în Olanda, iar apoi s-au stabilit în Louisiana. La finalul anilor 1960 Duke l-a întâlnit pe William Luther Pierce, liderul organizației naționaliste și antisemite National Alliance, a cărui influență a contribuit puternic la formarea perspectivelor acestuia. Duke s-a alăturat organizației Ku Klux Klan în 1967.
În 1968 Duke s-a înscris la Universitatea de Stat din Louisiana în Baton Rouge, iar în 1970 a format un grup de studenți albi intitulat White Youth Alliance, afiliat National Socialist White People's Party. În același an, cu scopul de a protesta împotriva prezenței avocatului William Kunstler în cadrul Universității Tulane în New Orleans, Duke și-a făcut apariția în cadrul unei demonstrații în uniformă nazistă. Aceasta era cunoscut și pentru petrecerile organizate de ziua lui Adolf Hitler.
Duke afirmă că a petrecut nouă luni în Laos, experiență pe care o caracterizează drept un „tur obișnuit al datoriei”. Acesta a vizitat Laosul deoarece tatăl său lucra în această țară și i-a cerut acestuia să-l viziteze în vara anului 1971. Acesta l-a ajutat să obțină un post de profesor de engleză pentru ofițerii laoțieni, funcție din care a fost concediat după șase săptămâni pe motiv că a desenat un cocktail Molotov pe tablă. De asemenea, acesta precizează că trecut în spatele liniilor inamice de douăzeci de ori pe timp de noapte cu scopul de a le arunca orez insurgenților anticomuniști din avioane care zburau la doar 3 metri deasupra solului. Doi piloți angajați ai companiei Air America, prezenți în Laos la momentul respectiv, au declarat că avioanele zburau doar pe timpul zilei și nu zburau la o altitudine mai mică de 150 metri. Un pilot a sugerat că este posibil ca Duke să fi mers într-o așa-numită misiune „milk run”, însă cel mult o dată sau de două ori. Pe lângă acestea, Duke nu-și putea aminti numele aeroportului pe care l-a utilizat în timpul acestor activități.
Duke a absolvit universitatea în 1974. La scurt timp după absolvire, acesta a înființat Knights of the Ku Klux Klan (KKKK).

### Probleme cu legea
În ianuarie 1972 Duke a fost arestat în New Orleans pentru instigare publică la revoltă. Câteva confruntări rasiale au avut loc în acea lună în Crescent City, printre care una în care era implicat Duke, Addison Roswll Thompson și mentorul său Rene LaCoste, la Monumentul lui Robert E. Lee. Thomson și LaCoste s-au îmbrăcat în robe specifice KKK-ului și au depus un steag confederat la monument. Membrii Partidului Panterele Negre au început să arunce cu pietre în cei doi, însă poliția a intervenit la timp.

## Activități politice

### Primele campanii
Duke a candidat în calitate de membru democrat pentru Senatul Louisiana din districtul Baton Rouge în 1975. În perioada campaniei sale, i s-a permis să susțină discursuri în campusurile universităților Vanderbilt, Indiana, Southern California, Stanford și Tulane. A obținut 11.079 de voturi, o treime din cele înregistrate.
În octombrie 1979 a candidat în calitate de membru democrat pentru un post în Senat și a încheia cursa pe locul doi din trei candidați cu 9.897 voturi (26%).
Spre finalul anilor 1970 Duke a fost acuzat de câțiva membri din KKK de fraudă, fiind acuzat că a sustras sume din banii organizației. „Duke e un simplu escroc” le-a declarat Jack Gregory, liderul filialei Florida, ziarului Clearwater Sun după ce Duke ar fi refuzat să returneze venituri obținute în urma unor demonstrații organizate de Ku Klux Klan în 1979. Un alt membru al grupului, Jerry Dutton, a declarat pentru reporteri că Duke a utilizat fondurile Klanului în scopul achiziționării, respectiv redecorării casei sale din Metairie. Duke a declarat ulterior că membrii organizației îi utilizează locuința, motiv care justifică sustragerea acelei sume.
În 1979, după prima sa încercare de a candida la funcția de președinte ca reprezentant al Partidului Democrat și după o serie de incidente violente ale KKK puternic mediatizate, Duke a înființat organizația nonprofit National Association for the Advancement of White People (NAAWP) în încercarea de a scăpa de trecutul alături de Klan.
Duke ar fi încercat să realizeze o strângere de fonduri prin intermediul publicității poștale în 1987, utilizând identitățile și lista de adrese a Forsyth County Defense League din Georgia fără acordul acestora. Reprezentanții organizației naționaliste au descris activitatea ca fiind o înșelătorie.

### Campania prezidențială din 1988
În 1988 Duke a candidat în alegerile preliminare în calitate de membru democrat. Campania sa a eșuat cu o singură excepție, obținerea victoriei în puțin-cunoscuta algere preliminară din New Hampshire. După eșecul din Partidul Democrat, Duke a încercat să obțină nominalizarea Partidului Populist. A apărut pe lista candidaților în 11 state și în calitate de candidat „write-in” în altele. A obținut un număr de 47.047 voturi (0.04%) la nivel național.

### Candidatura în alegerile speciale din Louisiana
În decembrie 1988 Duke și-a schimbat afilierea politică, trecând la Partidul Republican. În 1988, Charles Cusimano din Metairie a demisionat din fotoliul Districtului 81 și a devenit al douăzeci și patrulea judecător al Judicial District Court, moment în care s-a realizat o alegere specială la începutul anului 1989 prin care să se decidă un succesor. Duke a intrat în cursă alături de republicanii John Spier Teen, fratele fostului guvernator David C. Treen, Delton Charles și Roger F. Villere Jr. Duke a încheiat cursa pe primul loc cu 3.996 de voturi (33.1%). Deoarece niciunul dintre participanți nu a obținut o majoritate în primul tur, un al doilea tur era necesar între Duke și Treen (care obținuse 2.277 voturi (18.9%) în primul tur). Candidatura lui Treen era susținută de către Președintele Statelor Unite, George H. W. Bush, fostul președinte Ronald Reagan și alți republicani cunoscuți, precum și de democratul Victor Bussie și Edward J. Steimel. Totuși, Duke s-a folosit de afirmația lui Treen conform căreia acesta își dorea să ridice taxele pe proprietăți. Duke a reușit să-l învingă cu 8.459 de voturi (50.7%) pe Treen care obținuse 8.232 de voturi (49.3%). Acesta a ocupat funcția din 1989 până în 1992.
Legislatorul novice Odon Bacqué din Lafayette, politician independent al Casei Reprezentanților, a încercat să oprească de unul singur preluarea funcției de către Duke pe motiv că acesta locuia în alt district în momentul alegerilor. Când Treen nu a reușit să rezolve problema printr-un proces, Duke a primit postul.

### Campania prezidențiala din 1992
Duke a candidat ca membru republican la algerile preliminare în vederea nominalizării la alegerile prezidențiale din 1992, deși partidul a încercat să-i blocheze candidatura. A primit 119.115 (0,94%) de voturi în alegerile preliminare, însă nici un delegat în convenția națională. Campania sa prezidențială a inspirat melodia „David Duke is Running For President” a formației de ska punk Skankin' Pickle
Filmul Backlash: Race and the American Dream din 1992 analiza motivele din spatele voturilor obținute de Duke. Backlash explora problemele demagogice din platforma lui Duke, examinând folosirea crimelor persoanelor de culoare, a ajutoarelor sociale, a acțiuni afirmative și a supremacismului. Aceștia îl asociau pe Duke cu alți politicieni precum Lester G. Maddox și George Wallace.

### Campania pentru Senatul Statelor Unite din 1996
Când Johnston și-a anunțat pensionarea în 1996, Duke a candidat din nou pentru un post în Senatul Statelor Unite. A obținut 141.489 de voturi (11,5%). Fostul membru republican Woody Jenkins din Baton Rouge și democratul Mary Landrieu din New Orleans au mers mai departe în alegerile generale. Duke a ieșit pe locul patru din nouă persoane.

### Campania pentru Camera Reprezentanților a Statelor Unite ale Americii din 1999
O alegere specială a fost organizată în cadrul Primului District Congresional din Louisiana ca urmare a demisiei cunoscutului republican Bob Livingston în 1999. Duke a încercat să obțină postul în calitate de republican și a obținut 19% din voturi. A ieșit pe locul trei și nu a ajuns în turul doi. Candidatura sa a fost repudiată de republicani. Președintele Partidului Republican, Jim Nicholson, a precizat că: „Nu există loc în partidul lui Lincoln pentru un membru al Klanului ca David Duke”. David Vitter, republican în Camera Reprezentanților și mai târziu senator, l-a învins pe fostul guvernator Treen în alegeri pentru funcția lui Livingston. Printre candidați a fost și liderul republican din New Orleans, Rob Couhig.

### Campania pentru Senatul Statelor Unite din 2016
Pe 22 iulie 2016 Duke a anunțat că dorește să candideze în alegerile republicane pentru un loc în Senatul Statelor Unite unde va reprezenta statul Louisiana în locul lui David Vitter. Acesta a declarat că va candida pentru „a apăra drepturile americanilor de origine europeană”. Duke a precizat că platforma sa reprezintă perspectiva generală a republicanilor și a adăugat că „Sunt încântat să văd că Donald Trump și majoritatea americanilor adoptă o mare parte din aspectele pentru care am militat atâția ani”. Totuși, campania prezidențială a lui Trump a reafirmat că respinge sprijinul lui Duke, iar organizatorii republicani au menționat că nu-l vor susține „în niciun caz”. Pe 5 august 2016, National Public Radio a transmis un interviu controversat între Duke și Steve Innskepp, interviu în cadrul căruia Duke susține că rasismul îndreptat împotriva americanilor de origine europeană este răspândit, că aceștia sunt constant atacați în mass-media și că susținătorii lui Trump sunt și ai lui.
Un sondaj realizat de Mason-Dixon pe 20 octombrie 2016 a arătat că Duke a fost sprijinit de 5,1% din votanți, obținând cu greu acel 5% necesar unui candidat pentru a putea participa la dezbaterile din 2 noiembrie. Duke a obținut 3% în Ziua Alegerilor, un total de 58.581 de voturi din aproape 2 milioane înregistrate. A ocupat poziția a 7-a în cursa din Louisiana.
Cei care au realizat donații campaniei sale au fost expuși public în cateva state în 2017; ca urmare a acestei dezvăluiri, au fost organizate boicoturi, unii indivizi și-au pierdut afacerile și un restaurant s-a desființat.

## Afilieri

### Knights of the Ku Klux Klan
În 1974 Duke a înființat organizația Knights of the Ku Klux Klan, la scurt timp după absolvirea Universității Louisiana. A devenit Grand Wizard al acesteia. Un fost susținător al lui Duke, Thomas Robb, a schimbat titlul de Grand Wizard în Lider Național, respectiv a înlocuit robele specifice grupului cu costume. Duke a intrat pentru prima dată în atenția publicului când a încercat să normalizeze la mijlocul anilor 1970 noul brand al Ku Klux Klan: bine-îngrijit, logodit și profesionist. De asemenea, Duke a reformat organizația, promovând nonviolența și legalitatea și, pentru prima dată în istoria sa, femeile au fost acceptate în calitate de membri egali și catolicii erau încurajați să se înscrie. Acsta a precizat de mai multe ori că noul KKK nu este „anti-negri”, ci mai degrabă „pro-albi” și „pro-creștini”. Duke a declarat în The Dialy Telegraph că a părăsit organizația în 1980 pe motiv că îi displăcea asocierea cu violența și nu-i putea opri pe ceilalți membri din a acționa „stupid și violent”.

### NAAWP
În 1980 Duke a părăsit Ku Klux Klanul și a înființat National Association for the Advancement of White People (NAAWP), o organizație naționalistă.

### Ernst Zündel și Zundelsite
Duke și-a exprimat susținerea față de negaționistul Ernst Zündel, un german care a imigrat în Canada. Duke a declarat de mai multe ori că îl sprijină pe acesta și campania sa de negare a Holocaustului. După ce Zündel a fost deportat în Germania și închis pe motiv că a instigat populația la ură, Duke l-a caracterizat drept un „prizonier politic”.

### Teza de doctorat din 2005
În septembrie 2005 Duke și-a obținut doctoratul în istorie de la o universitate ucraineană privată intitulată Interregional Academy of Personnel Management, o instituție dscrisă de către Anti-Defamation League ca fiind o „Universitate a Urii”. Teza doctorală era intitulată „Zionismul ca Formă de Supremacism Etnic”. Totuși, programul doctoral al MAUP nu era acreditat de Comisia Ministerului Educației din Ucraina, iar diplomele eliberate de către aceștia nu sunt recunoscute  de către statul ucrainean.
Anti-Defamation League declara că MAUP este sursa principală a activităților și publicaților antisemite din Ucraina, acțiuni „puternic condamnate” de Ministrul de Externe Borys Tarasyuk și diferite organizații. Duke a predat un curs pe relații internaționale și istorie în cadrul MAUP. Pe websiteul său, Duke se prezintă drept „Dr. David Duke Phd.” și „Dr. Duke”.

### Iran
Duke a luat parte la diferite evenimente sponsorizate de guvernul iranian în Iran. În 2006, la invitația președintelui Mahmoud Ahmadinejad, Duke a fost prezent la International Conference to Review the Global Vision of the Holocaust, o conferință care pune sub semnul întrebării Holocaustul. „Zioniștii au utilizat Holocaustul ca armă împotriva drepturilor palestinienilor” a afirmat Duke în fața unei adunări din aproape 70 de cercetători în Teheran. „Această conferință are un impact incredibil asupra studiile care au ca subiect Holocaustul” menționa Duke.

### Stormfront
În 1995 Don Black și Chloê Hardin, fost soție a lui Duke, au înființat un bulletin board system intitulat Stormfront. Acesta este azi un cunoscut forum pentru adepții naționalismului alb, separatismului, negaționismului, neonazismului, discursurilor instigatoare la ură și rasismului. Duke este un membru activ al Stormfront, unde postează articole și realizează chestionare. Duke a lucrat împreună cu Don Black la numeroase proiecte, inclusiv Operation Red Dog (o încercare de a răsturna guvernul insulei Dominica) în 1980.

### Partidul Național Britanic
În 2000 Nick Griffin (liderul Partidului Național Britanic la momentul respectiv) s-a întâlnit cu Duke la un seminar organizat alături de American Friends of the British National Party. Griffin declara:
în loc să discutăm despre puritate rasială, discutăm despre identitate... adică utilizăm cuvinte vandabile: libertate, securitate, identitate, democrație. Nimeni nu le poate critica. Nimeni nu-ți poate ataca aceste idei. Sunt vandabile. - Nick Griffin
Această declarația, respectiv întâlnirea dintre Duke și Griffin, au fost puternic mediatizate în Marea Britanie.

### Alt-right
Duke a lăudat în scris mișcarea alt-right. People for the American Way declara că Duke a susținut puternic mișcarea. Acesta i-a descris pe membrii mișcării ca fiind „oamenii noștri” în timp ce descria rolul pe care l-au avut în victoria lui Donald Trump. De asemenea, există și zvonuri că deși Duke nu este un membru activ al alt-right, el reprezintă sursa de inspirație a acestora. International Business Times l-a descris pe Duke ca având „acoliți în așa-numita mișcare „alt-right””. Revista The Forward afirmă că Duke a „pregătit terenul” mișcării.

## Lucrări
- Duke, David Jewish Supremacism (Free Speech Press, 2003; 350 pages) ISBN 1-892796-05-8
- Duke, David My Awakening (Free Speech Books, 1998; 736 pages) ISBN 1-892796-00-7

### Traduse în limba română
- David Duke: Trezirea la realitate. Bazele antisemitismului și sionismul ca rasism, Editura Antet XX Press, ISBN: 973-8203-36-8
- David Duke: Rasă și realitate, Editura Antet XX Press, 2003, ISBN: 973-8203-75-9.